# راسا

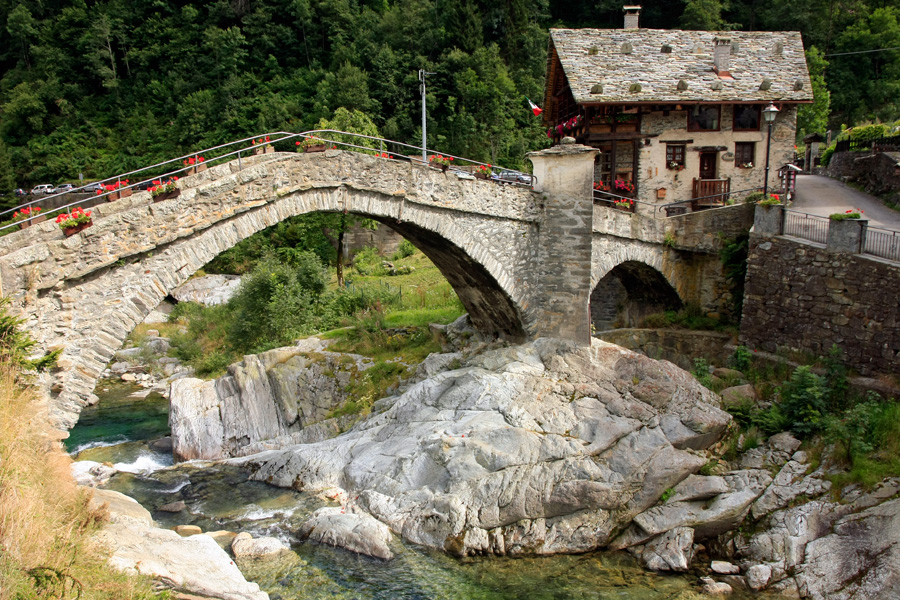
جسر من القرون الوسطى

راسا هي بلدية في مقاطعة فرشيلي التابعة لإقليم بييمونتي الإيطالي، تقع على بعد حوالي 80 كيلومتر (50 ميل) إلى الشمال الشرقي من مدينة تورينو وحوالي 60 كيلومتر (37 ميل) إلى الشمال الغربي من فيرتشيلي، تقع في الجزء العلوي من فالسيشيا. ويقع جبل (بونتا تري فيسكوفي) في أراضيها.

## السكان
في سنة 1861 بلغ عدد السكان 634 نسمة، وتطور العدد ليصل في سنة 2011 لـ 66 نسمة.
يظهر هذا المخطط البياني تطور النمو السكاني لـ راسا

## وصلات خارجية
- الموقع الرسمي